# بركة السلطان (الخليل)
بركة السلطان، تقع وسط مدينة الخليل إلى الجنوب الغربي من المسجد الإبراهيمي، بناها السلطان سيف الدين قلاوون الألفي الذي تولى السلطنة على مصر والشام أيام المماليك بحجارة مصقولة، وقد اتخذت شكلاً مربعاً بلغ طول ضلعه أربعين متراً تقريباً، ويبلغ عمقها نحو 25 متراً، وعرفت منذ ذلك اليوم ببركة السلطان.

## الهدف من بناءها

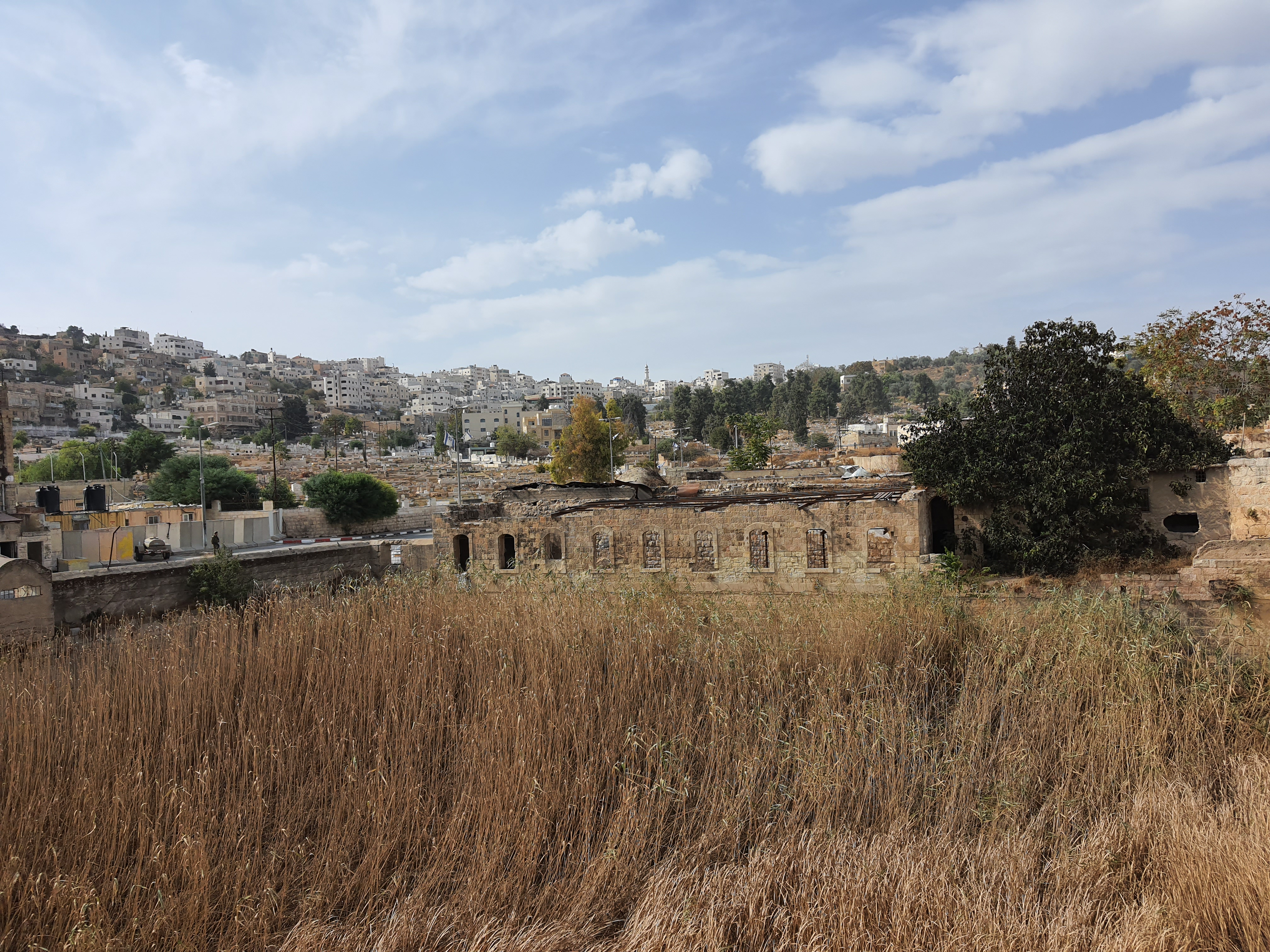
بركة السلطان، بناها السلطان سيف الدين قلاوون الألفي بهدف سقاية الحجيج

بنيت هذه البركة بهدف سقاية الحجاج القادمين من الشام وشمال فلسطين إلى الديار الحجازية، وبسبب كثرة حوادث الغرق وتكاثر البعوض وانبعاث الروائح الكريهة قررت دائرة الأوقاف الإسلامية وبالاتفاق مع بلدية الخليل ودائرة الصحة تفريغها من المياه وتجفيفها نهائياً وإغلاق القنوات المؤدية إليها. كما عارض قسم الآثار التابع للإدارة العامة في القدس إقامة أي مشروع عليها وذلك حفاظاً على التراث الإسلامي والتاريخي حيث تعتبر البركة من ممتلكات دائرة الأوقاف الإسلامية.

## تاريخ البركة
في العهد العثماني، قام السلاطين العثمانيون بتوسيع البركة إلى خزان كبير بحجم 67 × 169 × 12 متراً، وسميت البركة نسبة إليهم. وكانت جزءاً من شبكة توزيع المياه لمدينة القدس، واستمرت في هذا الدور حتى العصور العثمانية المتأخرة. في فترة الصليبيين، عُرفت البركة باسم "لاكوس جرماني". كما أنها في الوقت الحالي، تجف البركة خلال فصل الصيف وتُستخدم لاستضافة الحفلات الموسيقية والمهرجانات.

## انتهاكات الاحتلال الإسرائيلي
تعرضت بركة السلطان للعديد من الانتهاكات على يد الاحتلال الإسرائيلي، حيث تم تحويلها إلى ملهى ليلي كبير. استبدل الاحتلال السقائين التقليديين بآلاف المستوطنين الذين يتراقصون على أنغام الموسيقى. في 27 ديسمبر 2022، أعلنت بلدية الاحتلال في القدس عن مشروع جديد بتكلفة 100 مليون شيكل (30 مليون دولار)، بالتعاون مع "مؤسسة صندوق القدس" وسلطتي الآثار والطبيعة والمتنزهات. يهدف المشروع إلى زيادة عدد مقاعد المدرج الموسيقي إلى 7 آلاف شخص، وإقامة مقاهٍ وحديقة وبركة بيئية، بهدف تحويل الموقع إلى "أجمل منطقة للحفلات الموسيقية والحياة الليلية في إسرائيل". في إطار انتهاكات الاحتلال المستمرة، تم تحويل مجاري المياه العادمة من الأحياء اليهودية في الخليل إلى بركة السلطان، ما أدى إلى تحولها إلى مجمع نفايات ومصدر للروائح الكريهة. كما تعمل جمعيات استيطانية على إقامة حفلات دينية بالقرب من البركة، في محاولة لفرض واقع جديد يهدف إلى تهويد المنطقة.